# Radomka, Semenivka
Radomka (în ucraineană Радомка) este localitatea de reședință a comunei Radomka din raionul Semenivka, regiunea Cernihiv, Ucraina. În secolul al XIX-lea, satul făcea parte din volostul Pohorilți, uezdul Sosnîțea.

## Demografie
Componența lingvistică a localității Radomka
     Ucraineană (96,63%)
     Rusă (3,1%)
     Alte limbi (0,13%)
Conform recensământului din 2001, majoritatea populației localității Radomka era vorbitoare de ucraineană (96,63%), existând în minoritate și vorbitori de rusă (3,1%).